# Bruine fluiter
De bruine fluiter (Pachycephala olivacea) is een zangvogel uit de familie Pachycephalidae (dikkoppen en fluiters).

## Verspreiding en leefgebied
Deze soort is endemisch in Australië en telt vijf ondersoorten:
- P. o. macphersoniana: oostelijk Australië.
- P. o. olivacea: zuidoostelijk Australië.
- P. o. bathychroa: het zuidelijke deel van Centraal-Victoria (zuidoostelijk Australië).
- P. o. apatetes: Tasmanië en de eilanden in de Straat Bass.
- P. o. hesperus: zuidelijk Australië.

## Status
De grootte van de populatie is niet gekwantificeerd maar de soort wordt omschreven als schaars in het noorden en meer algemeen naar het zuiden. Op de Rode lijst van de IUCN heeft deze soort de status niet bedreigd.